# Allyce Beasley
Allyce Tannenberg (ur. 6 lipca 1951 w dzielnicy Brooklyn w Nowym Jorku, USA) – amerykańska aktorka.

## Wybrana filmografia
- 1993 Strzelając śmiechem (Loaded Weapon 1)
- 1985-1989 Na wariackich papierach